# Glisser-déposer
Le glisser-déposer, drag-and-drop ou drag-and-click est, dans une interface graphique, une méthode consistant à utiliser une souris, pavé ou écran tactile, pour déplacer d'un endroit à un autre un élément graphique présent sur l'écran d'un smartphone, tablette ou ordinateur.

## Fonctionnement
Pour ce faire, il faut cliquer sur un élément graphique du bouton principal de la souris (le gauche en mode droitier, le droit en mode gaucher, ou le bouton unique), maintenir ce bouton enfoncé, et ne le relâcher que lorsque le pointeur a atteint sa cible.
L'exemple le plus classique consiste à glisser une icône placée sur l'écran pour la déposer sur l'icône représentant une corbeille à papier, et ainsi supprimer le fichier que l'on vient de déplacer. Il est aussi possible d'imprimer un fichier en le déposant sur une icône d'imprimante, de transférer un fichier d'un endroit à l'autre d'un disque local ou distant en déposant son icône vers le répertoire de destination.
Il est également possible de déplacer un élément de texte au sein d'un document en le sélectionnant d'abord, puis en opérant un glisser-déposer de l'élément sélectionné vers l'endroit choisi.
À ce jour, il est parfois possible de faire un glisser-déposer de certaines ressources provenant d'une page web, comme du texte ou des images (JPEG, GIF).

## Historique
Cette technique a été imaginée par Xerox PARC, puis développée et mise en application par Apple pour Lisa (mis sur le marché en janvier 1983) et Macintosh, notamment pour l'exemple de la corbeille décrit plus haut. Système 7, le système d'exploitation d'Apple lancé en 1991, introduit la possibilité d'ouvrir un document avec une application en déposant simplement l'icône du document sur l'icône de l'application.
Aujourd'hui, cette méthode est utilisée par de nombreuses interfaces graphiques.

## Implémentations

### Glisser-déposer réactif
Dans certains cas, le glisser-déposer bénéficie de perfectionnements. Par exemple, le gestionnaire de fichiers Konqueror est capable de pénétrer dans plusieurs niveaux d'arborescence afin de déposer un élément à l'endroit choisi, de même que sur Mac OS X ou encore sous windows, version XP dans le volet "Dossiers" et versions Vista ou Seven dans le volet de navigation. Pour cela, il suffit de laisser le fichier à déposer quelques secondes sur l'icône du répertoire à ouvrir sans lâcher le bouton de la souris. Le répertoire s'ouvre alors, et continuer de même jusqu'à obtention du bon endroit. Le relâchement du bouton de la souris provoque son dépôt, puis le retour dans le niveau d'arborescence d'origine.

### Copier par glisser
Les objets glissés peuvent souvent être copiés plutôt que déplacés. Pour effectuer une copie, il faut en général maintenir la Ctrl du clavier enfoncée. L'environnement graphique changera alors l'apparence du pointeur de la souris, par exemple en ajoutant un signe plus à ses côtés.
Effectuer un glisser-copier de cette manière revient à faire un copier-coller à l'aide du presse-papiers.

### Aperçu
La fonctionnalité du glisser-déposer est mise à disposition aux logiciels par l'environnement graphique pour lequel ils ont été conçus. Les différents systèmes d'exploitation peuvent donc traiter cette méthode à leur façon. Par exemple, ils paramètrent la façon dont est affiché le contenu glissé ou la manière de basculer entre les fenêtres. Néanmoins, les logiciels peuvent choisir eux-mêmes le curseur de la souris. Souvent, un curseur est affiché à l'emplacement où les objets seront imprimés (sous la forme d'une barre verticale).
Avec Microsoft Windows, le contenu glissé est affiché semi-opaque aux côtés du pointeur de la souris. La bascule entre les fenêtres peut toujours s'effectuer à l'aide de la combinaison de touches Alt + Tab, mais aussi en positionnant le pointeur sur un élément de la barre des tâches.
Avec Ubuntu par exemple, le contenu glissé est affiché totalement opaque aux côtés du pointeur. La bascule entre les fenêtres ne peut plus s'effectuer qu'à l'aide de la zone de notification. Si les objets sont lâchés mais que la déposition échoue, ils retourneront lentement à leur place.

### Éditeurs de texte
Les éditeurs et traitements de texte prenant en compte la souris permettent généralement le glisser-déposer, par exemple OpenOffice.org ou même Wordpad.
Le texte ou les objets doivent d'abord être sélectionnés avant de pouvoir être glissés. Un aperçu n'est pas toujours fourni à l'environnement et les objets ne peuvent donc pas être vus aux côtés du pointeur. À la place, on voit habituellement un rectangle de sélection.
Les contenus textuels sont très souvent compatibles entre les différents logiciels prenant en compte le glisser-déposer.

### Navigateurs
Les navigateurs traitent généralement le glisser-déposer de la même façon que les éditeurs et traitements de texte. Cependant, Mozilla Firefox affiche les objets aux côtés du pointeur.

### Fenêtres et onglets
Les logiciels et environnements graphiques permettent souvent d'organiser les listes et en particulier les fenêtres et onglets à l'aide de glisser-déposer.

### Note

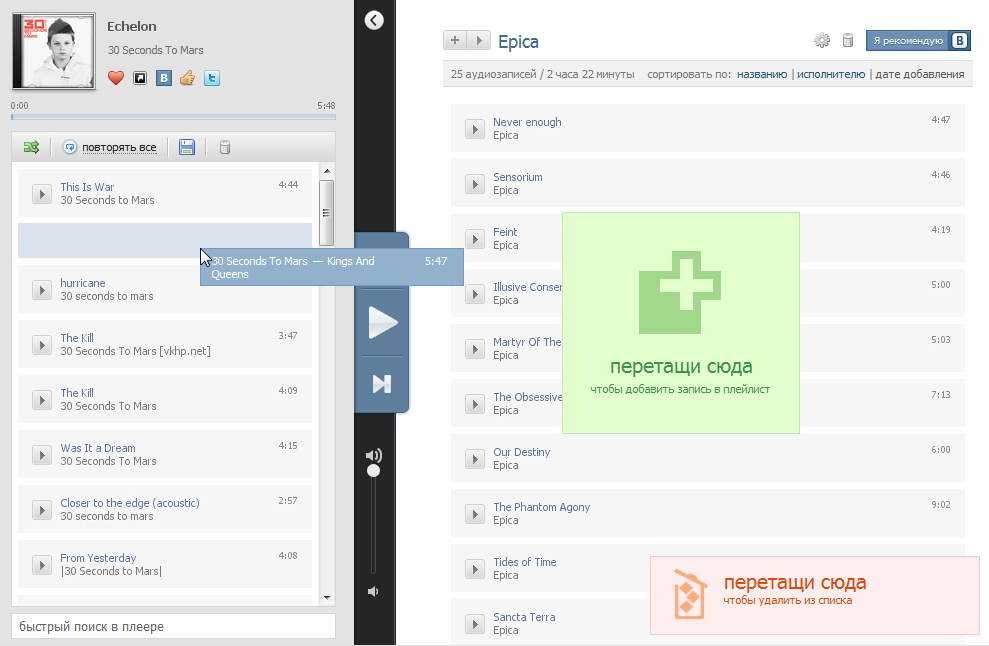
Glisser-déposer d'une application a une autre

1. ↑  Terme recommandé en France par la DGLFLF[1] et au Québec par l'OQLF comme traduction de l'anglais drag-and-drop.